# پولینا ۴۷۸۰
سیارک ۴۷۸۰ (به انگلیسی: 4780 Polina، نامگذاری:1979HE5) چهار هزار و هفتصد و هشتادمین سیارک کشف شده‌است که در ۲۵ آوریل ۱۹۷۹ کشف شد.
قدر مطلق سیارک برابر ۱۳٫۸۰ است.